# Carlo D’Este
Carlo D’Este (* 1936 in Oakland; † 22. November 2020 in Mashpee, Massachusetts) war ein US-amerikanischer Militärhistoriker und Sachbuchautor.

## Werdegang
Er studierte am New Mexico Military Institute, an der Norwich University in Northfield, dem ältesten privaten Militär-College der USA, mit dem Bachelor-Abschluss magna cum laude 1958 und an der University of Richmond mit dem Master-Abschluss 1974 sowie an der Universität London.
D’Este war bis 1978 bei der US Army, zuletzt als Oberstleutnant (Lieutenant Colonel) im Ordnance Corps, und diente in Vietnam (zweimal), England und Deutschland. Er wurde im aktiven Dienst mit dem Bronze Star (mit Eichenlaub), der Legion of Merit und der Meritous Service Medal ausgezeichnet. Ab Ende der 1970er-Jahre war er Militärhistoriker und Biograph. Er war Lecturer an der School of Advanced Military Studies des United States Army Command and General Staff College. 1996 war er mit W. E. B. Griffin Gründer und Direktor des William E. Colby Military Writers Symposium an der Norwich University (jetzt Norwich University Military Writers’ Symposium), das jährlich Autoren mit Militärhistorikern, Geheimdienstexperten und Zeitgeschichtshistorikern zusammenbringt. Er lebte in New Seabury in Massachusetts.
Er schrieb Bücher über die Landung der Alliierten in der Normandie, auf Sizilien und bei Anzio sowie Biographien von George S. Patton, Dwight D. Eisenhower (als Militär) und Winston Churchill. Beim 50-jährigen Jubiläum der Landung in der Normandie und in Italien beriet er Bill Clinton, der aus diesem Anlass die ehemaligen Schlachtfelder in Europa besuchte.
2011 erhielt er den Pritzker Literature Award for Lifetime Achievement in Military Writing. Er war Ehrendoktor der Norwich University.
Er war ein häufiger Vortragender im Command and General Staff College der US Army, in den Service War Colleges und im Fernsehen. Er war im Army Historical Advisory Committee und in der Eisenhower Memorial Commission.

## Schriften
- Decision in Normandy: The Unwritten Story of Montgomery and the Allied Campaign. Dutton, New York 1983.
- Bitter Victory: The Battle for Sicily. Dutton, New York 1988.
- World War II in the Mediterranean, 1942–1945. Algonquin, Chapel Hill (North Carolina) 1990.
- Fatal Decision: Anzio and the Battle for Rome. Harper Collins, 1991.
- Patton: A Genius for War. Harper Collins, 1995.
- Eisenhower: A Soldier’s Life, 1890–1945. Henry Holt, 2002.
- Warlord: A Life of Winston Churchill at War, 1874–1945. Harper Collins, 2008.
- George Patton, in: David T. Zabecki, Douglas V. Mastriano (Hrsg.), Pershing’s Lieutenants: American Military Leadership in World War I, Osprey 2020